# Astrée (épave)
 (août 2016).
Pour les articles homonymes, voir Astrée.
L'Astrée est l'épave d'un cargo français naviguant sous pavillon allemand, coulé en 1944 au large de Port-Vendres.

## Histoire
L'Astrée est construit en 1921 à Blyth en Angleterre, sous le nom de Bellbro pour la Halifax Shipping Corporation, filiale de Bell, James & Co..
Ce navire charbonnier est racheté en 1933 par la Société navale caennaise, qui le rebaptise Astrée et l'affecte aux lignes coloniales d'Afrique du Nord.
En 1939, il est affecté par la Société maritime nationale au transport de minerais.
En 1942, il est réquisitionné par les Allemands, puis il est transféré aux Italiens, sous le nom de SS Siena.

## Naufrage
Le 1er mai 1944, le SS Siena est torpillé et coulé par le HMS Untiring, sous-marin de la Royal Navy, à proximité de Port-Vendres.

## Plongée
- Profondeur mini : 38 m (en haut du château)
- Profondeur maxi : 47 m (au pied de l'étrave)

L’épave repose droit sur sa quille. La torpille a quasiment coupé l'épave en deux, juste devant le château.
Le château est encore bien conservé ; la cheminée a été arasée au niveau du pont supérieur par les chaluts, mais les coursives sont encore bien visibles. Certains éléments permettent de deviner la fonction des pièces que l'on peut parcourir au niveau supérieur : fourneau, wc...
Les cales de la partie arrière sont ouvertes et emplies de vase ; le mât de charge s'est écroulé sur tribord, une partie cassée demeurant dans une cale. L'hélice et le safran sont encore en place, souvent recouverts de filets dangereux pour les plongeurs.
La partie avant s'est effondrée au niveau de l'impact de la torpille, juste devant le château. La proue est fortement penchée sur tribord, les ancres sont encore à poste ; là aussi, le mât de charge s'est écroulé sur tribord.
Avec l’Alice Robert et le Saumur, l'Astrée est l'une des épaves les plus plongées de la Côte Vermeille. Son château avec ses coursives est le mieux conservé de ces trois épaves.
La faune habituelle est constituée de congres, d'anthias, de sars tambours, de bars et de nudibranches, notamment des godives orange.
De belles gorgones rouges se sont développées sur le côté bâbord de la coque au niveau du château, et sur la proue côté bâbord également.
Comme sur les autres épaves de la région, les conditions de plongée sont parfois rendues difficiles par le courant et la faible visibilité.

## Galerie

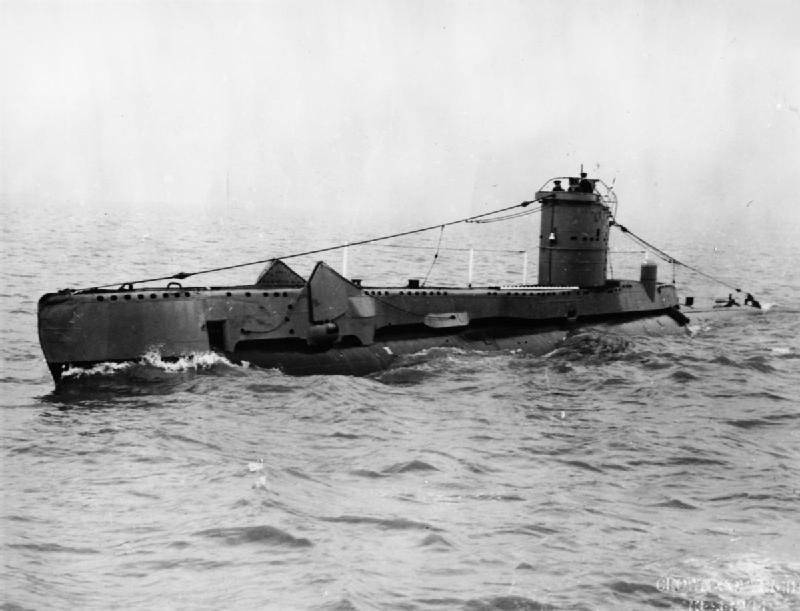
HMS Untiring
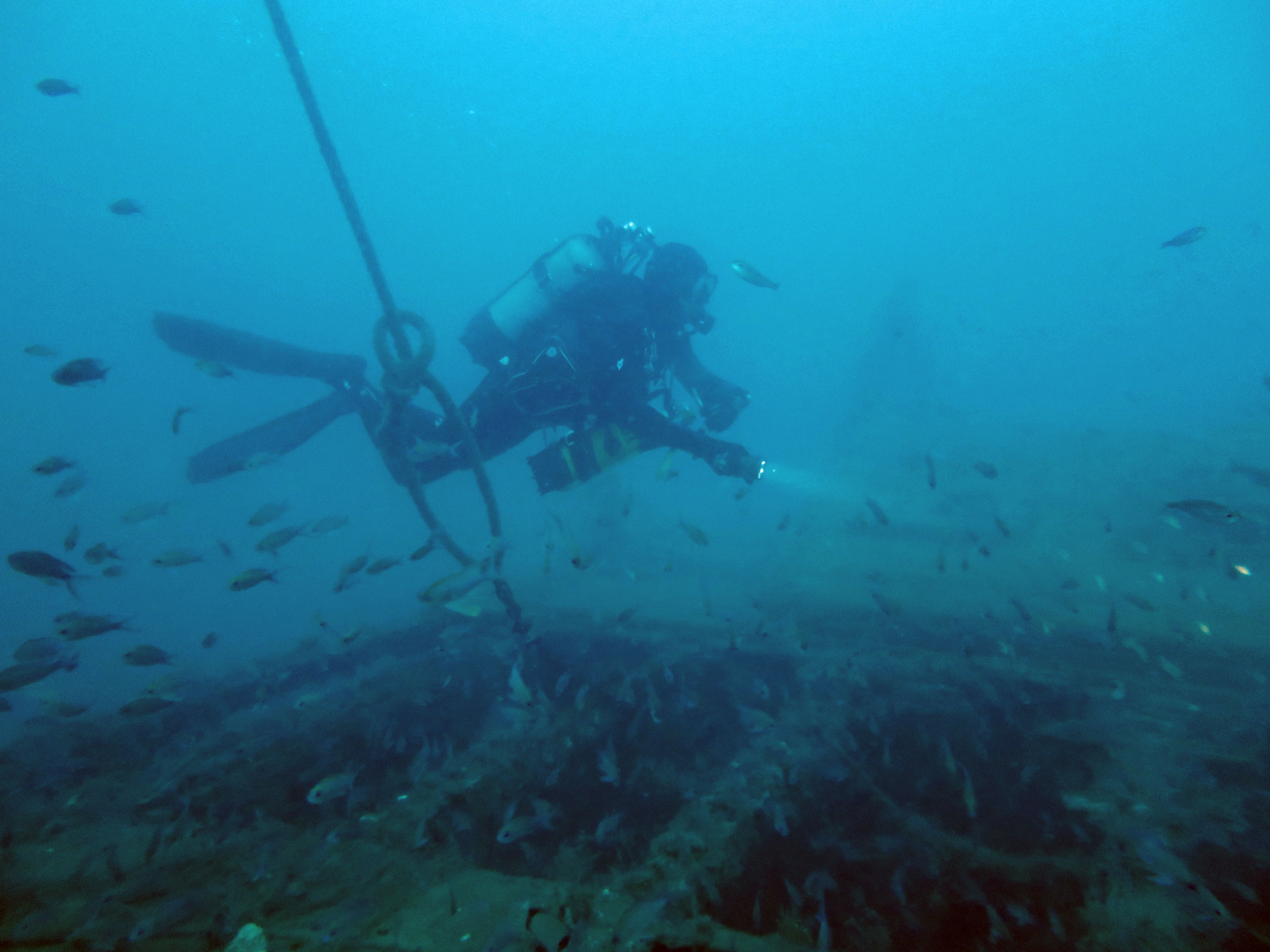
Plongeur sur le château
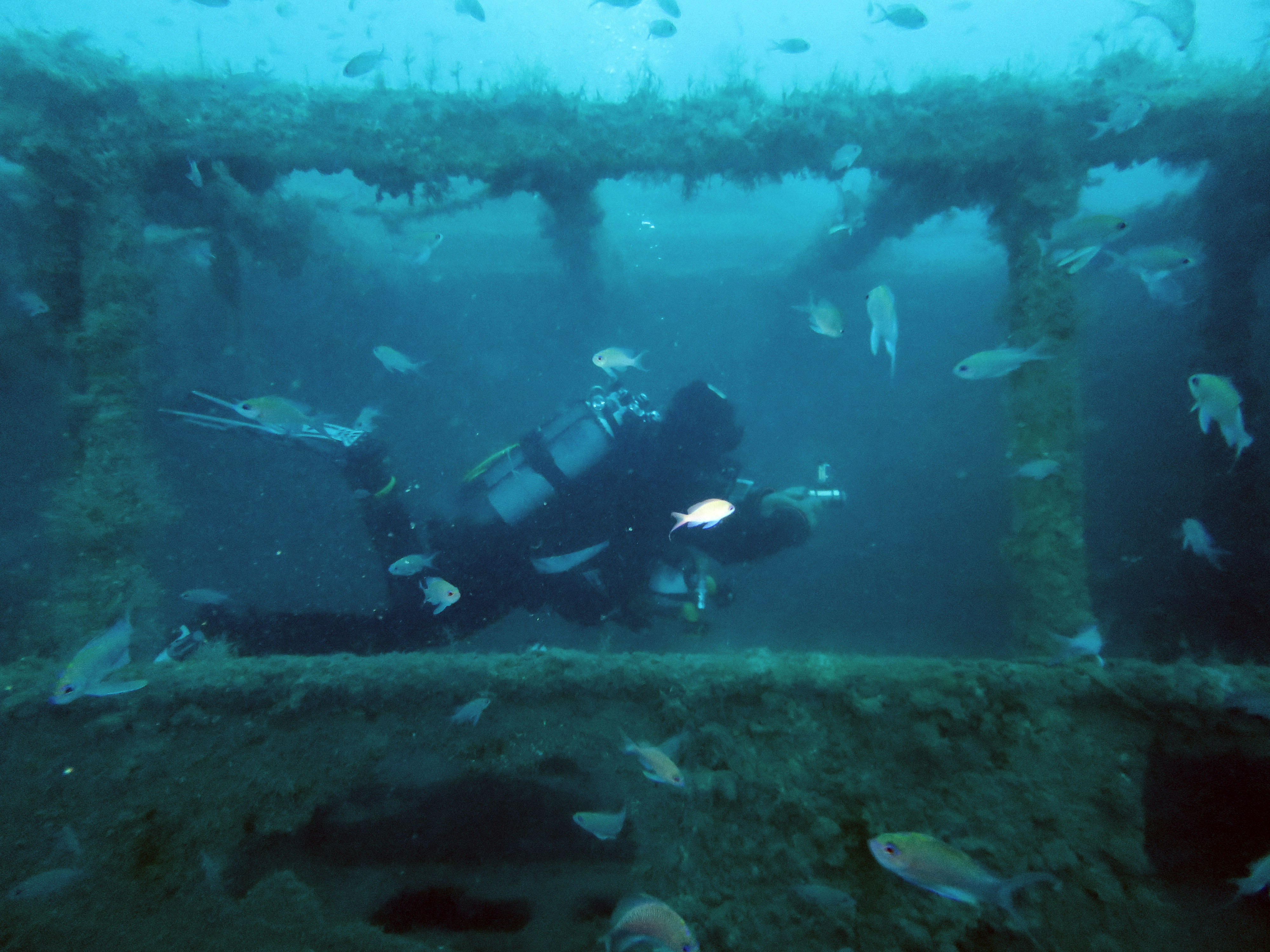
Coursives
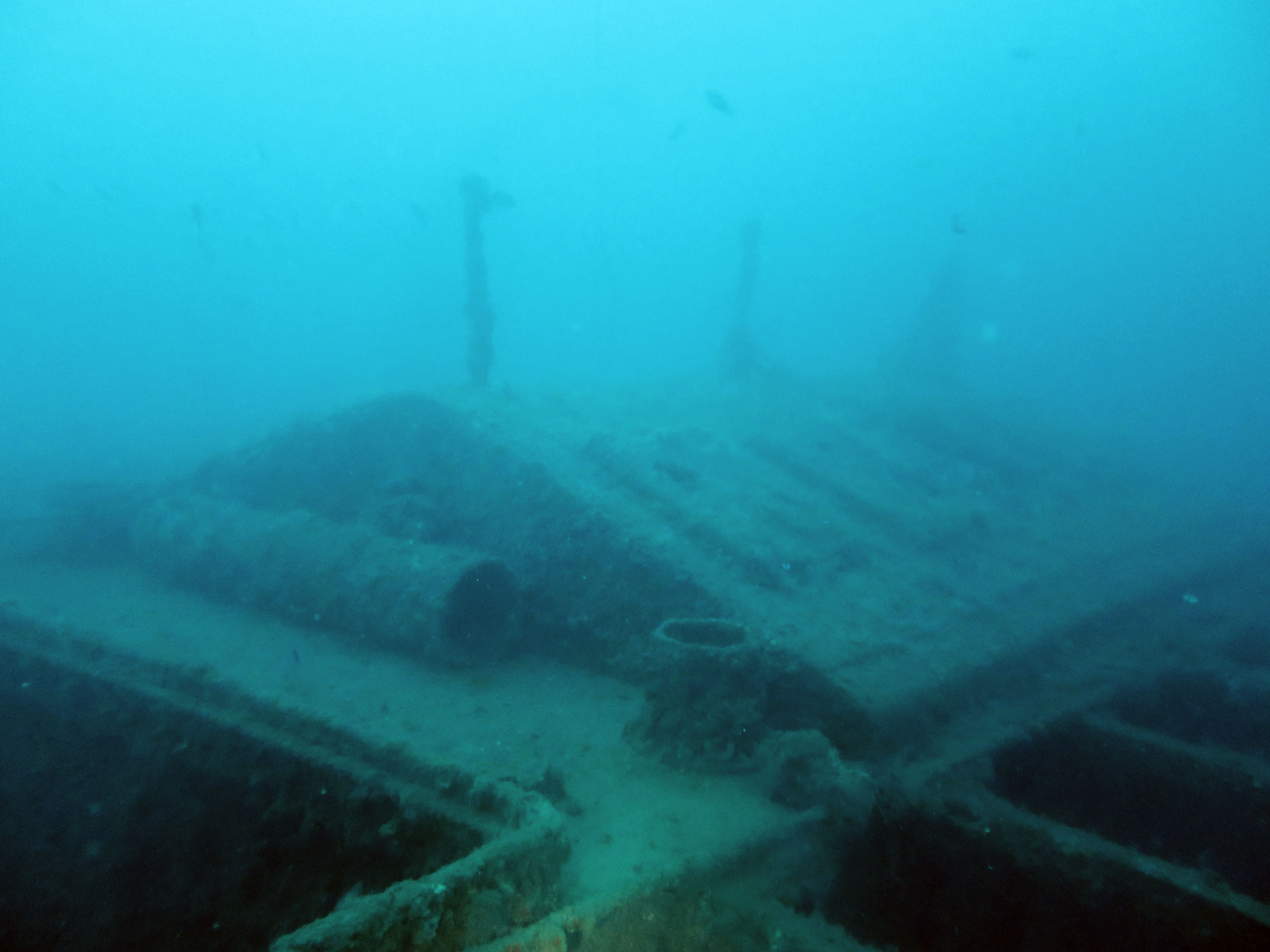
Château
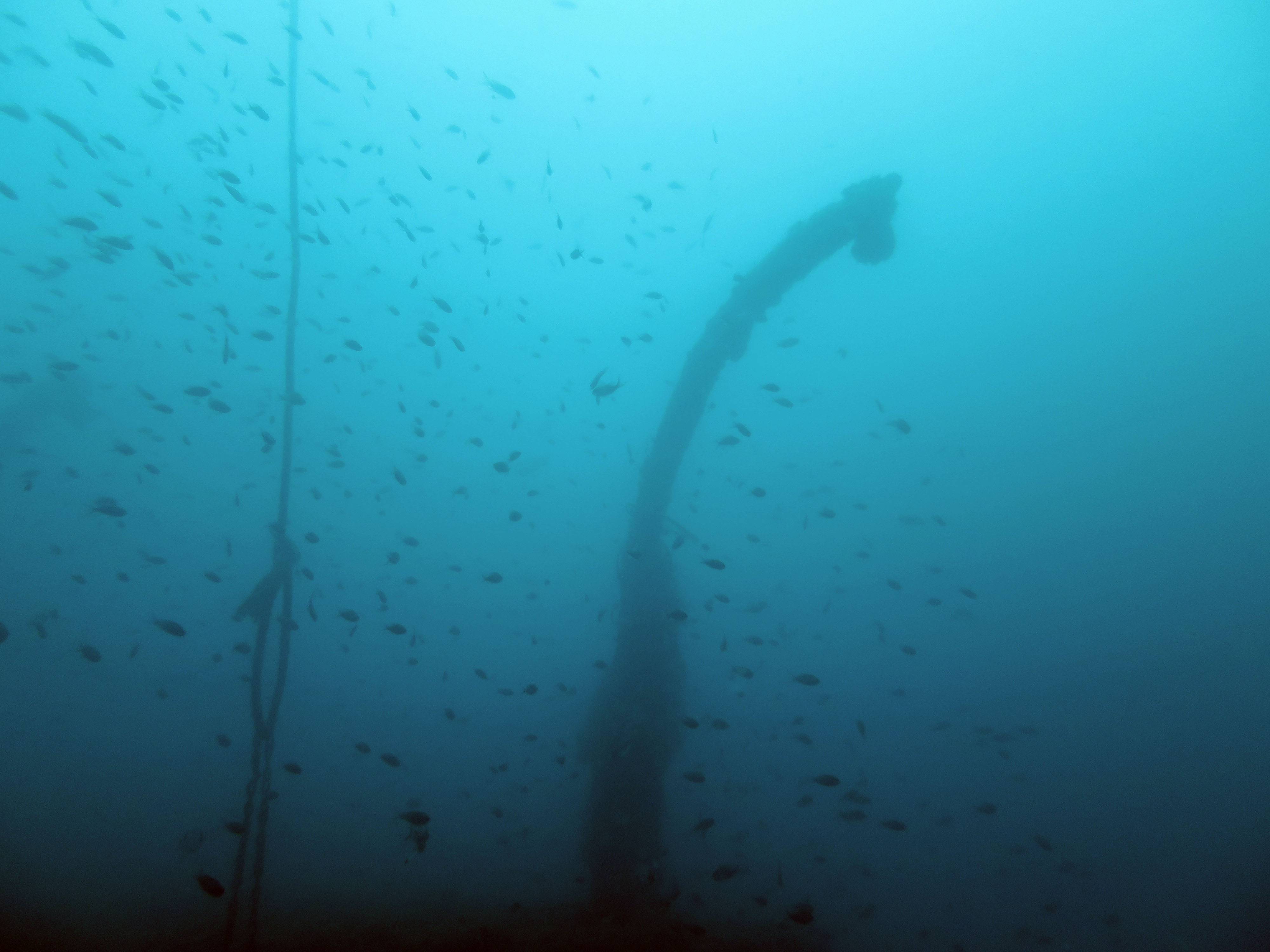
Bossoir sur le château
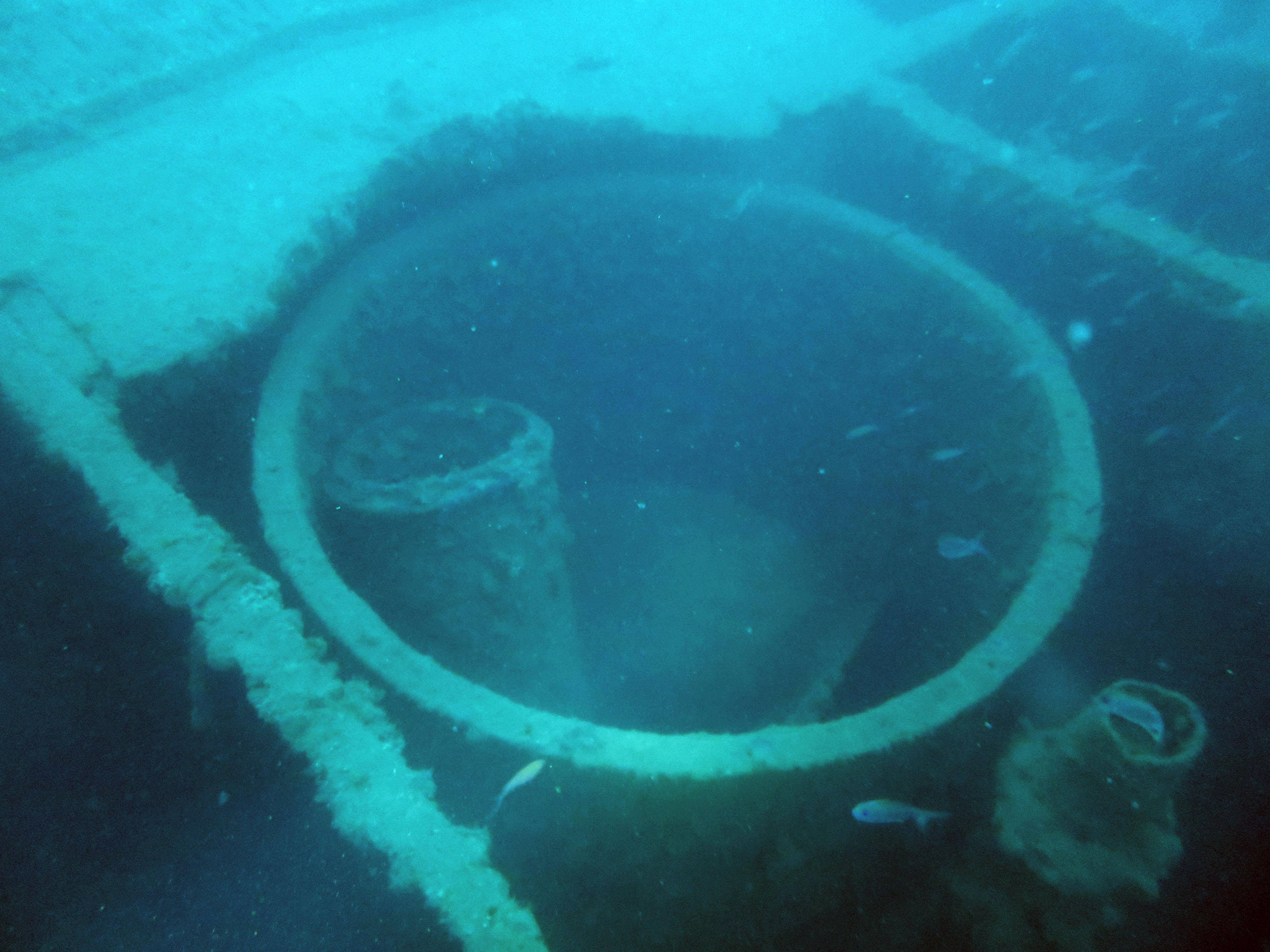
Base de la cheminée sur le château
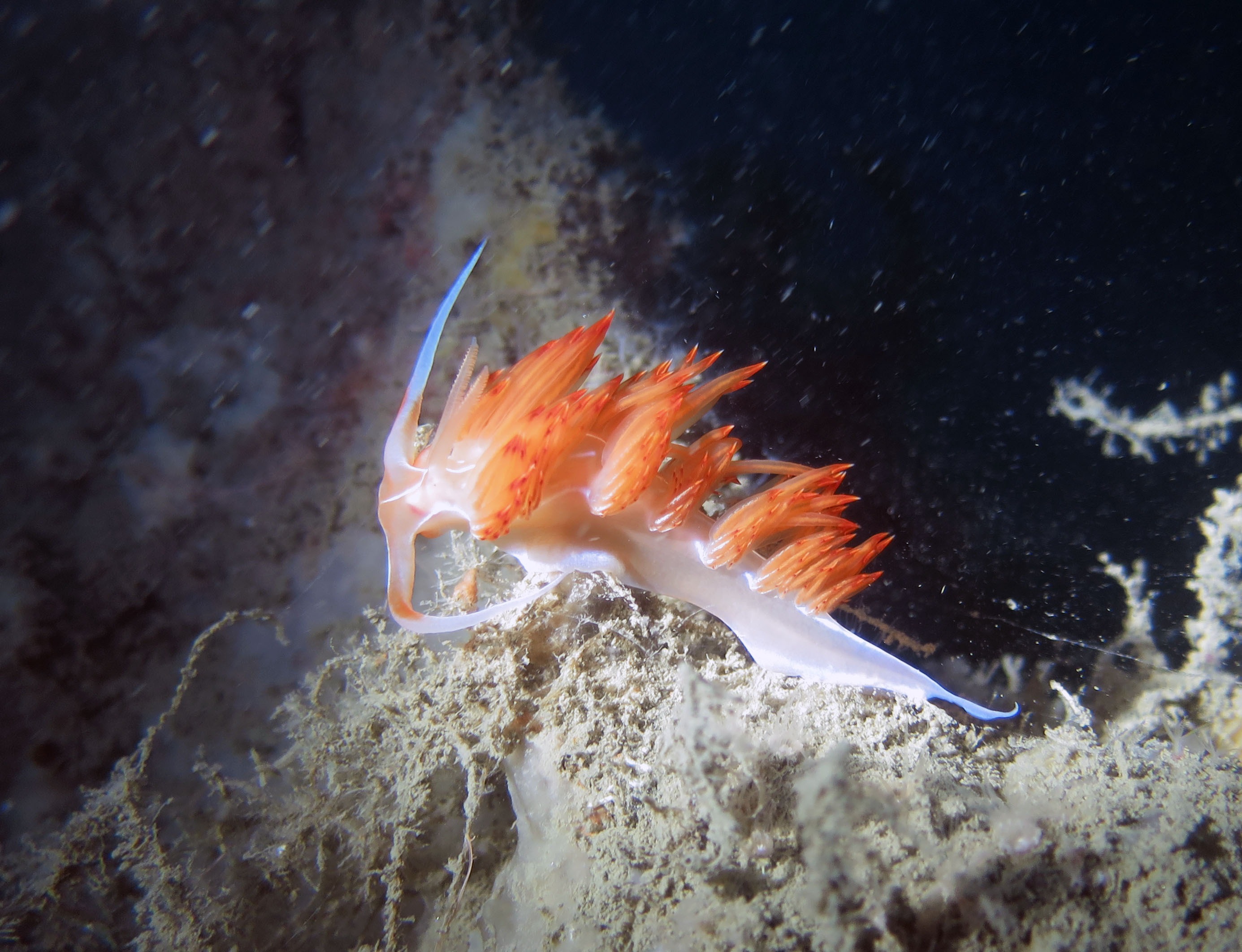
Godive orange
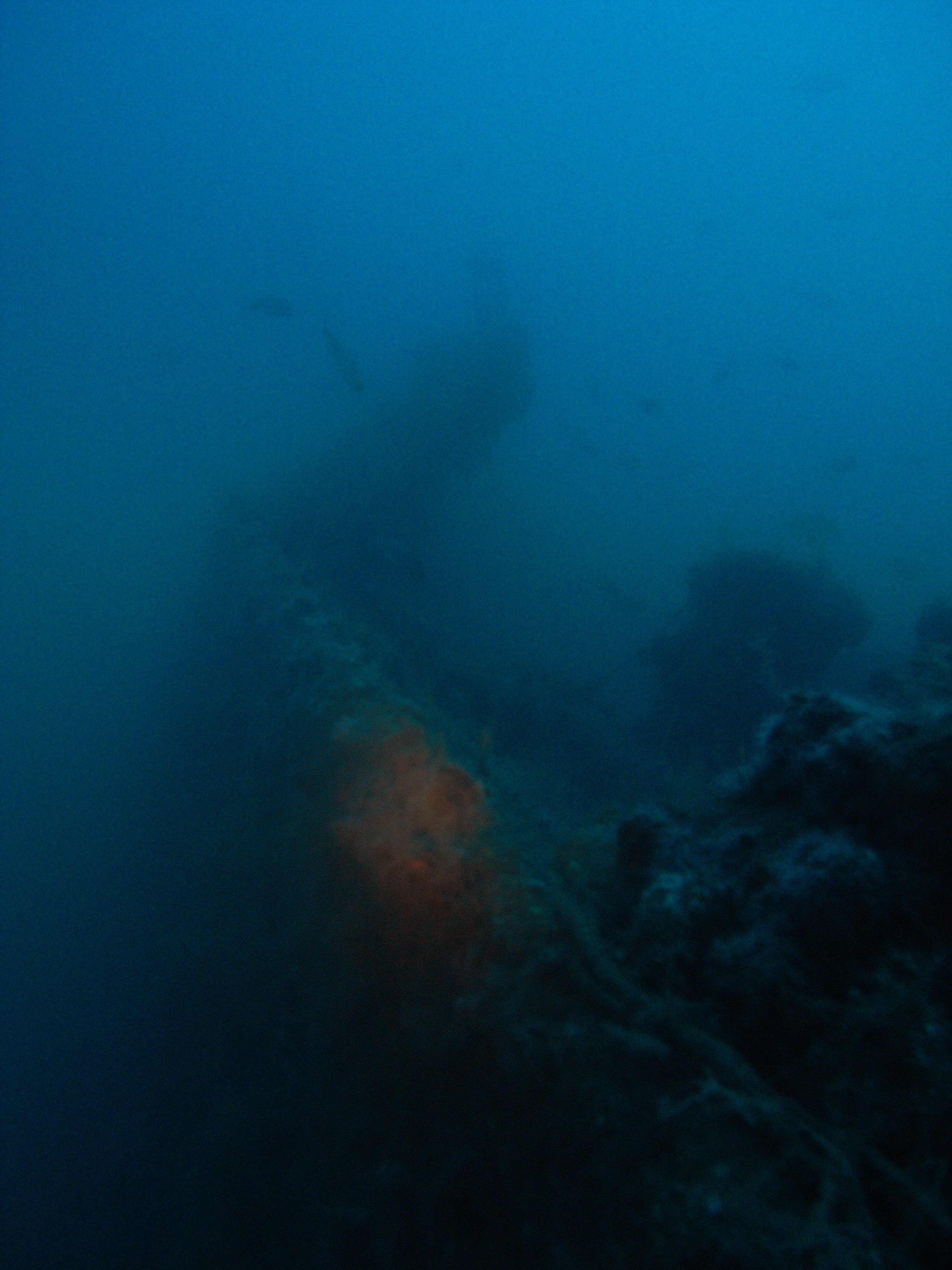
Proue de l'Astrée
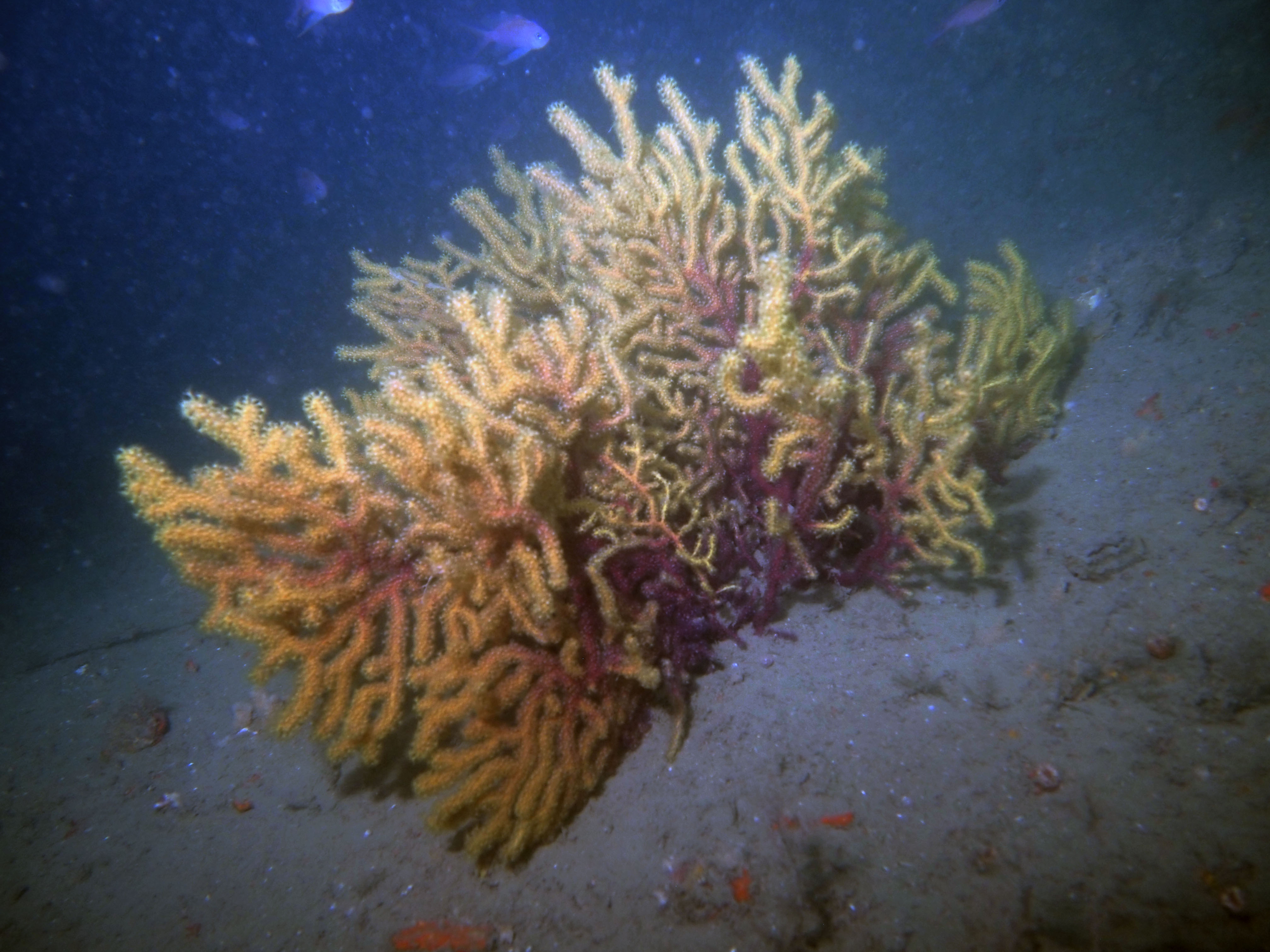
Gorgone bicolore
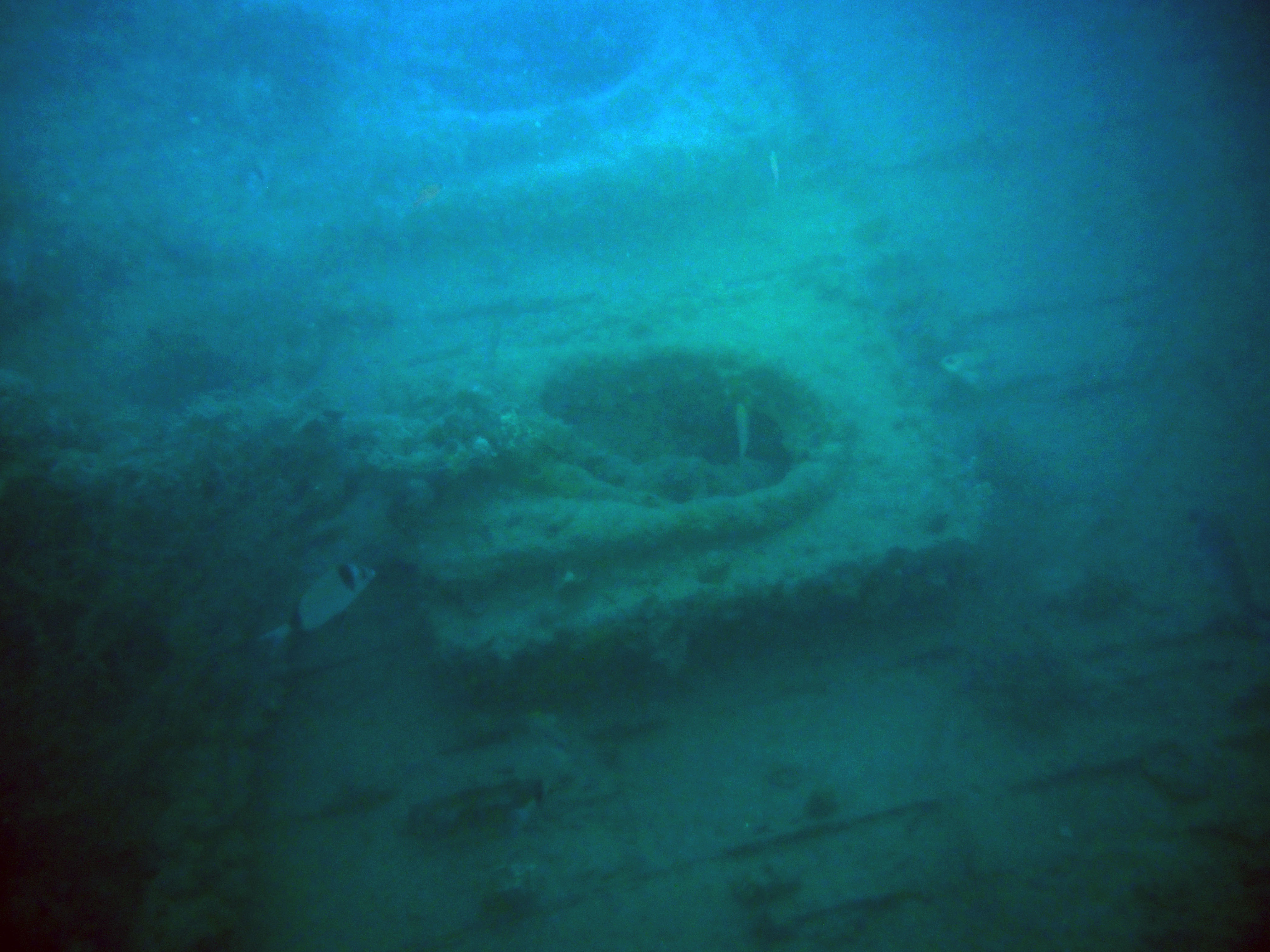
Puits de chaîne

## Sources
- Les Épaves de la Côte Vermeille, Histoire et exploration par Hervé Levano  (ISBN 2-9513339-0-0)
- Le Sommeil des épaves, Patrice Strazzera 1998  (ISBN 2-9512389-0-8)
- Le Sommeil des épaves- Les Souvenirs, Patrice Strazzera 2000  (ISBN 2-9512389-1-6)
- Les Naufrages en Languedoc-Roussillon, vol13, J. P. Joncheray, 1985
- 100 belles plongées en Languedoc Roussillon, par Eric Dutrieux, Sébastien Thorin et Jean-Yves Jouvenel, éditions GAP, 2005  (ISBN 978-274170 3082)
- Hors série Océan Magazine no 6 juin 1999, Plongée en France, les plus beaux sites à la loupe : fiche épave sur l'Astrée par Hervé Levano
- Fortunes de mer et épaves dans le Parc naturel marin du golfe du Lion, 1850-2018, par Laurent Urios, Hervé Levano et Patrice Strazzera 2018  (ISBN 978-2-9513-3391-8)
- (en) « HMS Untiring (P 59) », uboat.net